# Ивашковцы (Берестовицкий район)
Ива́шковцы (бел. Івашкаўцы) — деревня в Берестовицком районе Гродненской области Белоруссии.
Входит в состав Берестовицкого сельсовета.
Расположена в южной части района. Расстояние до районного центра Большая Берестовица по автодороге — 2 км и до железнодорожной станции Берестовица — 6 км (линия Мосты — Берестовица). Ближайшие населённые пункты — Кашенцы, Плюскаловцы, Шелепки. Площадь занимаемой территории составляет 0,0931 км², протяжённость границ 2798 м.

## История
Впервые упоминаются в XVI веке как Двор Ивашковский в Гродненском повете Великого княжества Литовского. После заключения Люблинской унии, с 1569 года в составе Речи Посполитой. За подавлением восстания Костюшко 1794 года последовал Третий раздел Речи Посполитой, в результате которого территория Великого княжества Литовского отошла к Российской империи и деревня была включена в состав новообразованной Велико-Берестовицкой волости Гродненского уезда Слонимского наместничества. Затем с 1796 года в Литовской, а с 1801 года в Гродненской, губерниях. В 1845 году числились как фольварк, часть имения Большая Берестовица, принадлежавшего Л. Коссаковской. Насчитывали 337 десятин земель помещика, из них 256 десятин пашенной земли, имелась винокурня. К фольварку были приписаны деревни Кашенцы, Лепсы и Шелепки — всего 40 крестьянских тяглых дворов и более 330 жителей. Ивашковцы отмечены на карте Шуберта (середина XIX века). На 1890 год числились как фольварк имения Большая Берестовица, принадлежавшего С. Коссаковскому. Вместе с имением, фольварками (Берестовичаны, Полежино, Станиславов, Тетеревка) и хуторами (Людвиново, Отдалина) насчитывалось 3499,5 десятин земли. По описи 1897 года значился 1 двор с 44 жителями. В 1905 году 10 жителей. На 1914 год — 42. С августа 1915 по 1 января 1919 года входили в зону оккупации кайзеровской Германии. Затем, после похода Красной армии, в составе ССРБ. В феврале 1919 года в ходе советско-польской войны заняты польскими войсками, а с 1920 по 1921 год войсками Красной Армии.
После подписания Рижского договора, в 1921 году Западная Белоруссия отошла к Польской Республике и Ивашковцы были включены в состав новообразованной сельской гмины Велька-Бжостовица Гродненского повета Белостокского воеводства. В 1924 году числились как двор лесника (с тремя нежилыми строениями) и фольварк, насчитывавший 2 дыма (двора) и 30 душ (13 мужчин и 17 женщин). Из них 6 католиков, 12 православных и 12 иудеев; 6 поляков, 12 белорусов и 12 евреев.
В 1939 году, согласно секретному протоколу, заключённому между СССР и Германией, Западная Белоруссия оказалась в сфере интересов советского государства и её территорию заняли войска Красной армии. В 1940 году деревня вошла в состав новообразованного Большеберестовицкого сельсовета Крынковского района Белостокской области БССР. С июня 1941 по июль 1944 года оккупирована немецкими войсками. С 20 сентября 1944 года в Берестовицком районе. 16 июля 1954 года включена в состав Иодичского сельсовета. В 1959 году насчитывала 81 жителя. С 25 января 1962 года по 30 июля 1966 входила в состав Свислочского района. В 1970 году насчитывала 51 жителя. С 11 февраля 1972 года в Берестовицком поселковом, а с 19 января 1996 года в сельском, советах. На 1998 год насчитывала 8 дворов и 13 жителей, действовала станция технического обслуживания. До 26 июня 2003 года входила в состав колхоза «Красный Октябрь» (бел. Чырвоны Кастрычнік).

## Население
| 1897 | 1905 | 1914 | 1924 | 1959 | 1970 | 1998 | 1999 | 2009 | 2015 |
| ---- | ---- | ---- | ---- | ---- | ---- | ---- | ---- | ---- | ---- |
| 44   | 10   | 42   | 30   | 81   | 51   | 13   | 8    | 9    | 10   |

## Транспорт
Через Ивашковцы проходит республиканская дорога Р99 Барановичи—Гродно.